# Kisbér
Kisbér là một thành phố thuộc hạt Komárom-Esztergom, Hungary. Thành phố này có diện tích 52,18 km², dân số năm 2010 là 5426 người, mật độ 104 người/km².